# Evelyne Gebhardt
Evelyne Gebhardt (Parijs, 19 januari 1954) is een voormalig Duits politica namens de Sociaaldemocratische Partij van Duitsland (SPD).

## Biografie

### Opleiding
Gebhardt groeide op in de Franse hoofdstad. Van 1972 tot 1977 studeerde ze taalkunde met daarnaast politieke- en economische wetenschappen aan de Universiteit Parijs-Diderot, de Eberhard-Karls-Universiteit en de Universiteit van Stuttgart.

### Carrière
Na haar studies werkte Gebhardt als zelfstandig vertaler. Later gaf ze voordrachten in Duitsland en daarbuiten over gendergelijkheid, burgerrechten en bio- en genetische technologie. In 1997 werd ze benoemd aan de Academie voor Ethiek in de Geneeskunde. Van 1999 tot 2006 was ze lid van een bemiddelingsorgaan dat de belangen van kinderen uit Duits-Franse huwelijken behartigt bij een scheiding. Sinds 1997 heeft Gebhardt ook een leidinggevende functie bij de Evangelische Kerk in Duitsland. Voorts is ze lid van de Marie Schlei-Vereniging, een NGO die kleinschalige opleidingen ondersteunt voor vrouwen in de derde wereld, en van Tegen Vergeten, Voor Democratie, die actie voert tegen neofascisme en xenofobie. In 1999 kreeg ze het Kruis van verdienste aan Lint toegekend.

#### Politieke loopbaan
Gebhardt werd in 1975 lid van de Duitse socialistische partij. Ze was lange tijd lid van de nationale partijleiding en voorzitster van de adviesraad Europese aangelegenheden van de SPD Baden-Württemberg. In 1992 werd ze vicevoorzitster van het Nationaal Comité van Sociaaldemocratische Vrouwen. In 2008 werd ze door voormalig Frans president Nicolas Sarkozy benoemd tot lid van de Commissie voor de Bevordering van de Franse Economische Groei, maar nam in 2010 ontslag als reactie op de discriminatie van Roma in Frankrijk.

##### Europa
Gebhardt werd in 1994 gekozen als lid van het Europees Parlement. Zij werd herkozen bij de verkiezingen van 1999, 2004, 2009, 2014 en 2019. Ze was woordvoerster van de Groep van de Progressieve Alliantie van Socialisten en Democraten in het Comité inzake de Interne Markt en Consumentenbescherming (IMCO). In die context was ze parlementair rapporteur inzake de EU-Dienstenrichtlijn, die in de periode 2005-2006 veel ophef veroorzaakte. Ze speelde een belangrijke rol bij de totstandkoming van een akkoord met de Europese Volkspartij waarmee de richtlijn met grote meerderheid goedgekeurd raakte.
Voorts was Gebhardt plaatsvervangend lid van het Comité inzake Burgervrijheden, Justitie en Binnenlandse Zaken (LIBE). Ook was ze lid van de delegatie inzake de relaties met de Volksrepubliek China en afgevaardigd lid van de delegatie inzake de relaties met Zuid-Azië.
Gebhardt was van 2017 tot 2019 ondervoorzitter van het parlement. Op 1 februari 2022 trad zij af als lid van het Europees Parlement.
- Gemeinsame Normdatei: 102456570X
- Virtual International Authority File: 256052210
- WorldCat: E39PBJfcJrJc8T89r8H8QFDcyd